# ألدو مورو

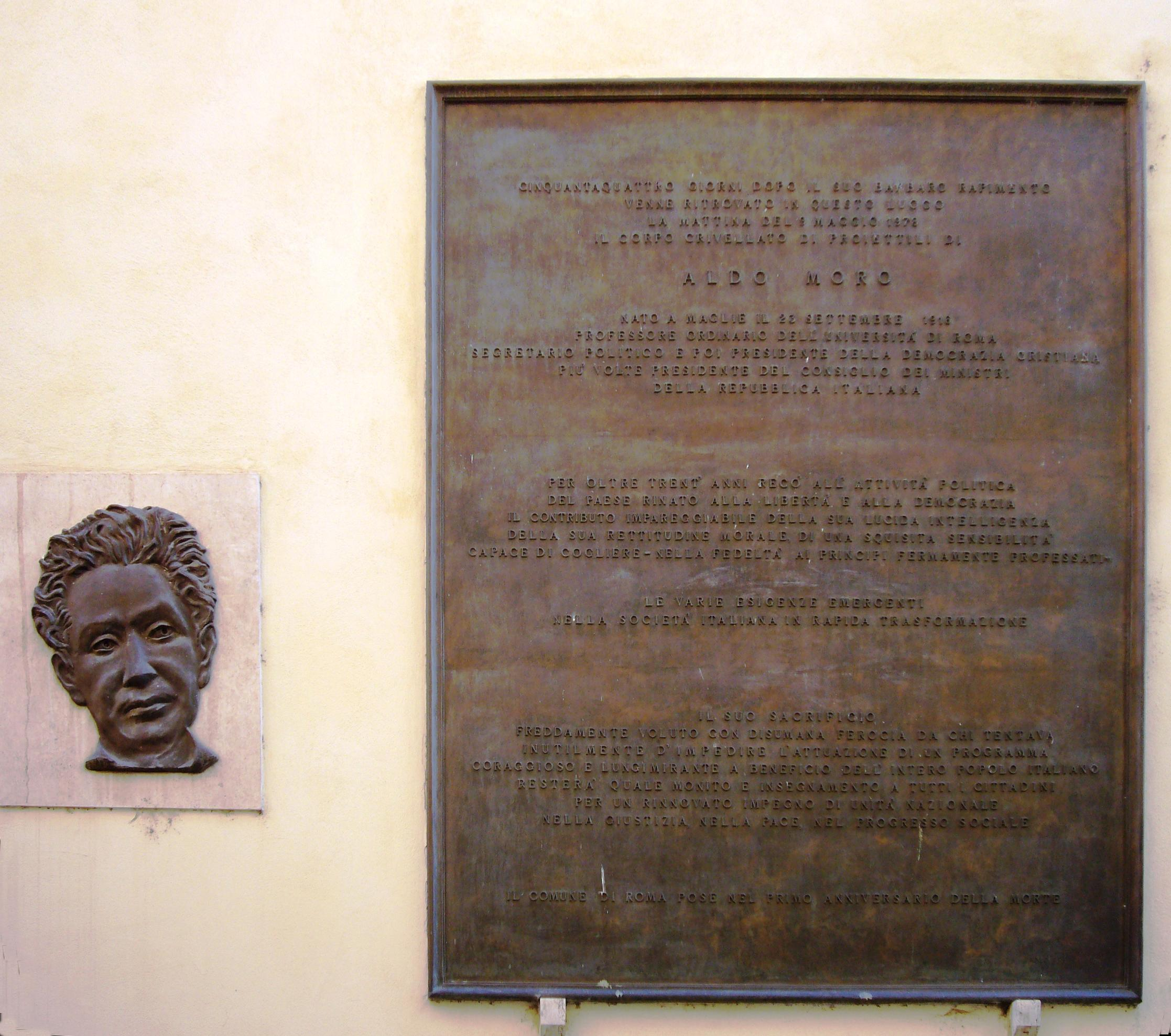
نصب لذكرى ألدو مورو

ألدو مورو (بالإيطالية: Aldo Moro) سياسي إيطالي (23 سبتمبر 1916-9 مايو 1978) تولى رئاسة الحكومة في إيطاليا مرتين:
- من 4 ديسمبر 1963 إلى 24 يونيو 1968.
- من 23 نوفمبر 1974 إلى 29 يوليو 1976.
- كان أستاذاً للقانون في جامعة باري في بداية الحرب العالمية الثانية.
- تولى عدة حقائب وزارية مثل العدل (1955-1957)، والتعليم العام (1957-1959)، والخارجية (1970-1972).
- اختطتفته منظمة الألوية الحمراء في 16 مارس 1978، ثم أعدمته في 9 مايو.

## روابط خارجية
- ألدو مورو على موقع IMDb (الإنجليزية)
- ألدو مورو على موقع الموسوعة البريطانية (الإنجليزية)
- ألدو مورو على موقع مونزينجر (الألمانية)
- ألدو مورو على موقع إن إن دي بي (الإنجليزية)